# Ensifera
Gli Ensiferi (Ensifera Chopard, 1920) sono un sottordine di insetti ortotteri. Il nome significa "portatore di spada" , e deriva dalla parola latina ensis, "spada", e dal verbo greco fĕro, portare, in riferimento al lungo ovopositore “a sciabola” di cui sono dotate le femmine.

## Descrizione
Nelle specie appartenenti al sottordine, salvo nel caso dei Grillotalpidi, le femmine sono munite di un ovopositore spesso arcuato e di notevoli dimensioni, adatto a conficcare le uova nei tessuti vegetali o nel terreno; queste possono essere deposte separatamente o a gruppi, ma sempre prive di ooteca. Altre caratteristiche degli Ensiferi sono le lunghe antenne filiformi e la struttura dell'organo stridulatore, localizzato nelle tegmine; in esse una nervatura, detta archetto, è particolarmente robusta, denticolata, mentre altre delimitano una zona alare più o meno ampia la cui membrana, detta timpano. Per cantare (sarebbe più esatto dire suonare), gli Ensiferi generalmente sollevano le tegmine, sotto le quali si crea una cassa di risonanza a volume variabile, e le sfregano tra loro in modo che l'archetto agisca sulle nervature che delimitano il timpano, provocandone la vibrazione, origine del canto. Gli organi uditivi, infine, sono situati nelle tibie delle zampe anteriori e sono essenzialmente costituiti da una fenditura, più o meno visibile, in cui è tesa una membrana collegata col nervo uditivo. 

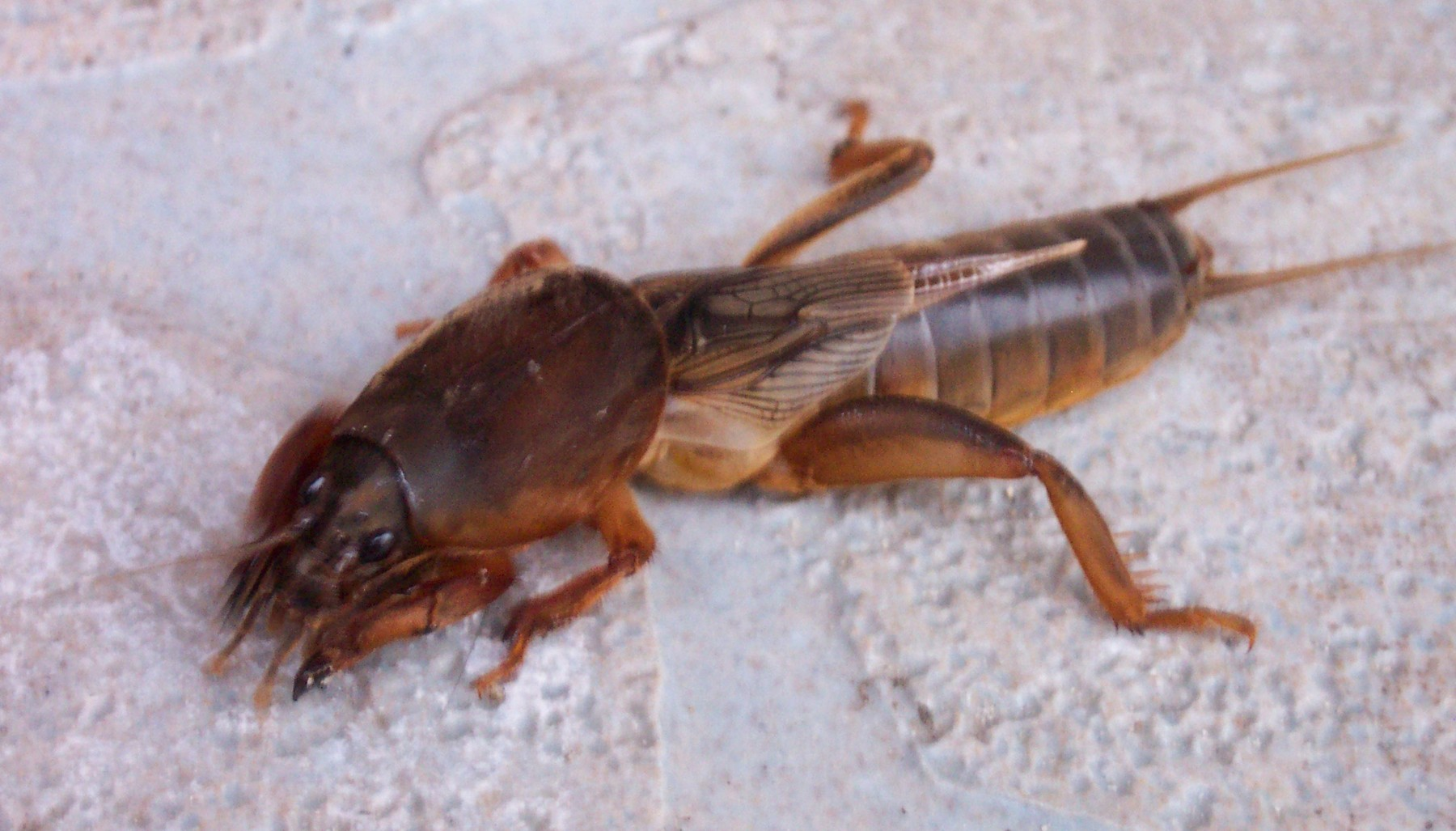
Esemplare di Gryllotalpa gryllotalpa, caratteristico per gli arti anteriori brevi, larghi e dentati che usa per scavare.

## Tassonomia
Il sottordine Ensifera comprende 6 superfamiglie e 12 famiglie:

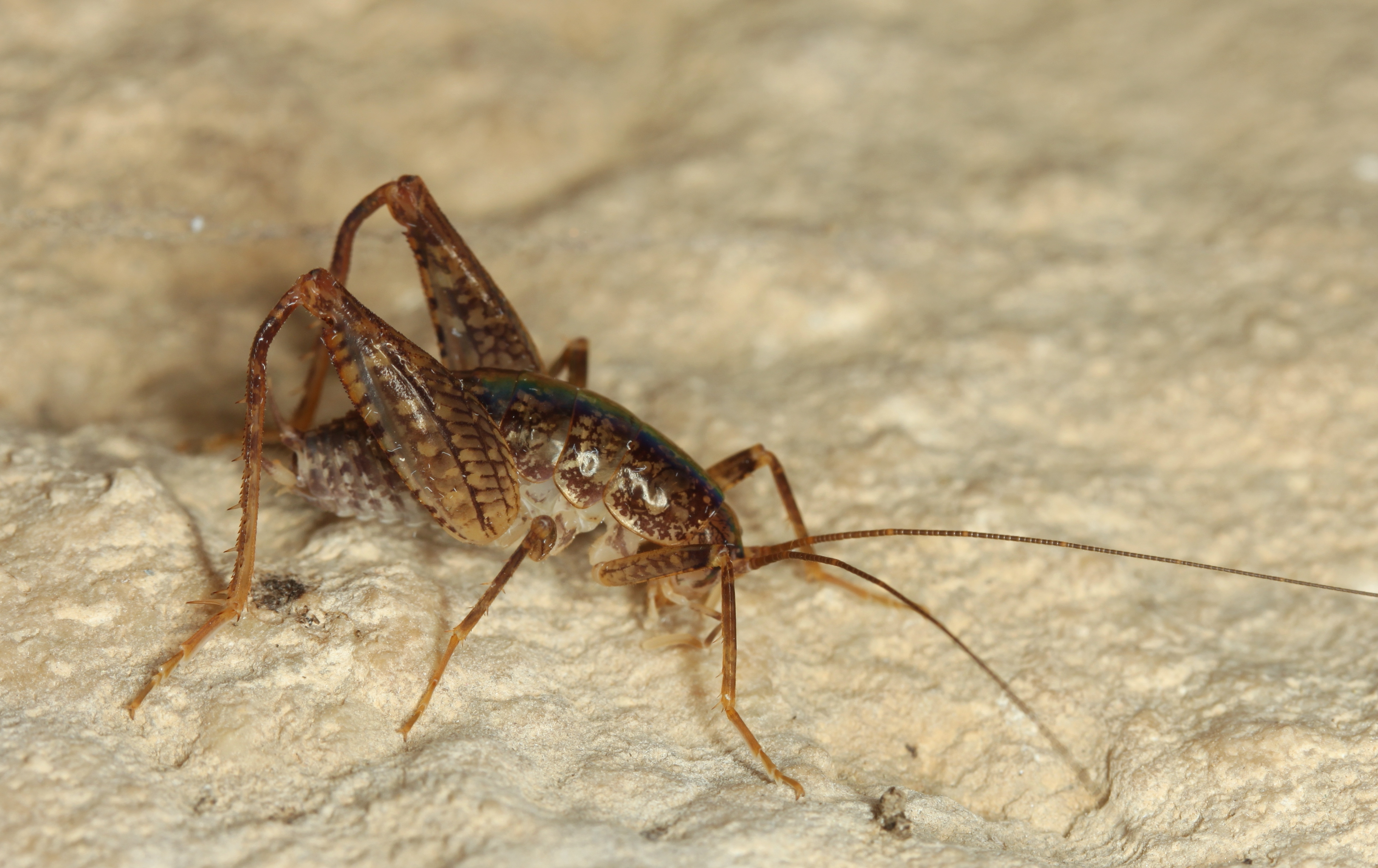
Esemplare appartenente alla famiglia dei Rhaphidophoridae, comunemente noto come grillo delle caverne. Si notino le lunghe antenne filiformi.

- Superfamiglia Grylloidea
  - Gryllidae
  - Gryllotalpidae
  - Mogoplistidae
  - Myrmecophilidae
- Superfamiglia Hagloidea
  - Prophalangopsidae
- Superfamiglia Rhaphidophoroidea
  - Rhaphidophoridae
- Superfamiglia Schizodactyloidea
  - Schizodactylidae
- Superfamiglia Stenopelmatoidea
  - Anostostomatidae
  - Cooloolidae
  - Gryllacrididae
  - Stenopelmatidae
- Esemplare appartenente alla famiglia dei Rhaphidophoridae, comunemente noto come grillo delle caverne. Si notino le lunghe antenne filiformi.Superfamiglia Tettigonioidea
  - Tettigoniidae

## Alcune specie
Tra le specie, vi è il grillo campestre (Gryllus campestris), diffuso in Europa, lungo 2,5 cm e dalla livrea nera lucente con elitre brunastre; il grillo domestico (Acheta domesticus), diffuso in tutto il mondo, con livrea giallastra a macchie brune.
Esistono inoltre dei "falsi grilli", ovvero degli animali simili ai grilli ma non appartenenti alla famiglia dei Gryllidae; questi sono perlopiù nella famiglia degli Anostostomatidae, come il Libanasidus vittatus sudafricano o i weta neozelandesi.